# Isaac Becerra
Isaac Becerra (Badalona, 18 de junio de 1988) es un exfutbolista español que jugaba de portero.

## Trayectoria
Se formó en las categorías inferiores del F. C. Barcelona, para fichar por el R. C. D. Espanyol en 2005, donde ganó una liga con el Juvenil A y se convirtió en el portero titular del su filial R. C. D. Espanyol "B", en 2009 ficha por el Panionios NFC de la Super Liga de Grecia, en 2010 el Real Madrid Castilla C. F. se fija en él y es fichado para jugar en la entidad por dos temporadas.
En julio de 2012 el Girona F. C. ficha al joven portero por 2 temporadas como plan de futuro. En junio de 2016 el Real Valladolid C. F. lo fichó como nuevo guardameta del conjunto vallisoletano. En julio de 2018 fichó por el Gimnàstic de Tarragona, firma un contrato de 3 temporadas. Su debut oficial con el conjunto catalán se produjo el 12 de setiembre en un encuentro de Copa del Rey frente al Córdoba C. F.

## Selección nacional
Fue campeón del Campeonato de Europa Sub-19 de la UEFA de 2007.